# Brevans
Brevans est une commune française située dans le département du Jura, dans la région culturelle et historique de Franche-Comté et la région administrative Bourgogne-Franche-Comté.
Ses habitants sont appelés les Brevannais.

## Géographie

### Communes limitrophes
|      | Authume   | Rochefort-sur-Nenon |
| Dole | Brevans   | Baverans            |
|      | Falletans |                     |

### Climat
Pour des articles plus généraux, voir Climat de la Bourgogne-Franche-Comté et Climat du département du Jura.
En 2010, le climat de la commune est de type climat océanique dégradé des plaines du Centre et du Nord, selon une étude du Centre national de la recherche scientifique s'appuyant sur une série de données couvrant la période 1971-2000. En 2020, Météo-France publie une typologie des climats de la France métropolitaine dans laquelle la commune est exposée à un climat semi-continental et est dans la région climatique Jura, caractérisée par une forte pluviométrie en toutes saisons (1 000 à 1 500 mm/an), des hivers rigoureux et un ensoleillement médiocre.
Pour la période 1971-2000, la température annuelle moyenne est de 11,1 °C, avec une amplitude thermique annuelle de 17,9 °C. Le cumul annuel moyen de précipitations est de 984 mm, avec 12 jours de précipitations en janvier et 8,5 jours en juillet. Pour la période 1991-2020, la température moyenne annuelle observée sur la station météorologique de Météo-France la plus proche, « Dole », sur la commune de Dole à 2 km à vol d'oiseau, est de 11,6 °C et le cumul annuel moyen de précipitations est de 1 023,0 mm. 
La température maximale relevée sur cette station est de 40 °C, atteinte le 31 juillet 2020 ; la température minimale est de −24 °C, atteinte le 10 janvier 1985,,.
Les paramètres climatiques de la commune ont été estimés pour le milieu du siècle (2041-2070) selon différents scénarios d'émission de gaz à effet de serre à partir des nouvelles projections climatiques de référence DRIAS-2020. Ils sont consultables sur un site dédié publié par Météo-France en novembre 2022.

## Urbanisme

### Typologie
Au 1er janvier 2024, Brevans est catégorisée ceinture urbaine, selon la nouvelle grille communale de densité à sept niveaux définie par l'Insee en 2022.
Elle appartient à l'unité urbaine de Dole, une agglomération intra-départementale regroupant huit  communes, dont elle est une commune de la banlieue,,. Par ailleurs la commune fait partie de l'aire d'attraction de Dole, dont elle est une commune de la couronne,. Cette aire, qui regroupe 87 communes, est catégorisée dans les aires de 50 000 à moins de 200 000 habitants,.

### Occupation des sols
L'occupation des sols de la commune, telle qu'elle ressort de la base de données européenne d’occupation biophysique des sols Corine Land Cover (CLC), est marquée par l'importance des territoires agricoles (69,6 % en 2018), en diminution par rapport à 1990 (73,2 %). La répartition détaillée en 2018 est la suivante : 
terres arables (31,8 %), prairies (22,6 %), zones agricoles hétérogènes (15,2 %), zones urbanisées (11,8 %), forêts (8,7 %), eaux continentales (5,3 %), zones industrielles ou commerciales et réseaux de communication (4,6 %). L'évolution de l’occupation des sols de la commune et de ses infrastructures peut être observée sur les différentes représentations cartographiques du territoire : la carte de Cassini (XVIIIe siècle), la carte d'état-major (1820-1866) et les cartes ou photos aériennes de l'IGN pour la période actuelle (1950 à aujourd'hui).

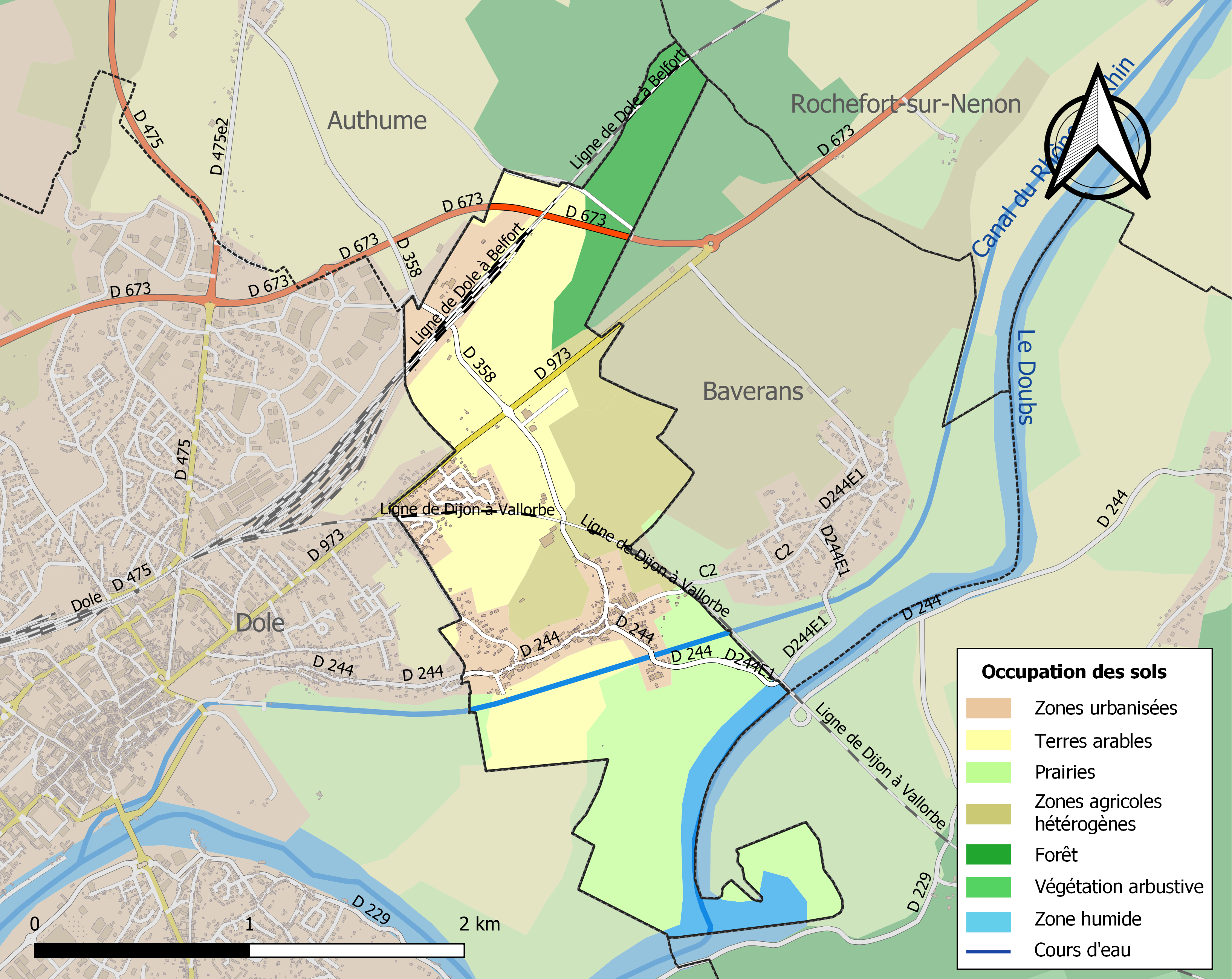
Carte des infrastructures et de l'occupation des sols de la commune en 2018 (CLC).

## Politique et administration

### Liste des maires
| Période                                  | Période        | Identité              | Étiquette | Qualité  |
| ---------------------------------------- | -------------- | --------------------- | --------- | -------- |
| Les données manquantes sont à compléter. |                |                       |           |          |
| 25 décembre 1792                         | AN6 1797       | François Deboisseur   |           |          |
| AN6 1798                                 | 1819           | Jacques Marlin        |           |          |
| 1820                                     | 1825           | Jean Claude Poux      |           |          |
| 1826                                     | 1828           | Jean Grandjean        |           |          |
| 1829                                     | 1830           | Jean Claude Poux      |           |          |
| 1831                                     | 1837           | Lambert               |           |          |
| 1838                                     | 1845           | Bregand               |           |          |
| 1846                                     | 1848           | Courcenet             |           |          |
| 1848                                     | 1849           | Bregand               |           |          |
| 1849                                     | 1853           | François Martin       |           |          |
| 1854                                     | 1864           | Jean Ambroise Chapite |           |          |
| 1865                                     | 1873           | Etienne Pouthier      |           |          |
| 1874                                     | 1876           | Jean Baptiste Martin  |           |          |
| 1876                                     | ?              | François Pouthier     |           |          |
| Les données manquantes sont à compléter. |                |                       |           |          |
| 1983                                     | septembre 1993 | Daniel Loison         |           |          |
| octobre 1993                             | 2020           | Gérard Fumey          | PCF       | Retraité |
| 2020                                     | En cours       | Denis Gindre          |           |          |

## Population et société

### Démographie
L'évolution du nombre d'habitants est connue à travers les recensements de la population effectués dans la commune depuis 1793. Pour les communes de moins de 10 000 habitants, une enquête de recensement portant sur toute la population est réalisée tous les cinq ans, les populations de référence des années intermédiaires étant quant à elles estimées par interpolation ou extrapolation. Pour la commune, le premier recensement exhaustif entrant dans le cadre du nouveau dispositif a été réalisé en 2008.

En 2022, la commune comptait 683 habitants, en évolution de +3,48 % par rapport à 2016 (Jura : −0,81 %, France hors Mayotte : +2,11 %).
| 1793 | 1800 | 1806 | 1821 | 1831 | 1836 | 1841 | 1846 | 1851 |
| ---- | ---- | ---- | ---- | ---- | ---- | ---- | ---- | ---- |
| 212  | 233  | 215  | 194  | 242  | 240  | 298  | 284  | 276  |

| 1856 | 1861 | 1866 | 1872 | 1876 | 1881 | 1886 | 1891 | 1896 |
| ---- | ---- | ---- | ---- | ---- | ---- | ---- | ---- | ---- |
| 260  | 263  | 257  | 245  | 252  | 228  | 250  | 245  | 241  |

| 1901 | 1906 | 1911 | 1921 | 1926 | 1931 | 1936 | 1946 | 1954 |
| ---- | ---- | ---- | ---- | ---- | ---- | ---- | ---- | ---- |
| 255  | 282  | 294  | 284  | 331  | 378  | 367  | 329  | 396  |

| 1962 | 1968 | 1975 | 1982 | 1990 | 1999 | 2006 | 2008 | 2013 |
| ---- | ---- | ---- | ---- | ---- | ---- | ---- | ---- | ---- |
| 400  | 440  | 406  | 383  | 610  | 653  | 629  | 622  | 652  |

| 2018 | 2022 | - | - | - | - | - | - | - |
| ---- | ---- | - | - | - | - | - | - | - |
| 679  | 683  | - | - | - | - | - | - | - |

## Économie
- Entreprise de recyclage de pneumatiques d'occasion.

## Culture locale et patrimoine

### Lieux et monuments
- Château.
- Le monument aux morts du cimetière ainsi que celle apposée sur la mairie.
- Lavoir et fontaine.
- Maison Constant, ayant abrité Louis XIV, en 1668, lors de sa supervision du siège de Dole, avant d'être acquise par la famille Constant au XVIIIe siècle.
- Sculpture (1990) de Saint-Vincent de Paul, par Gohu Charrethon, dit Roi au Goumeau.
- Début 2017, la commune est « réputée sans clochers »[19].

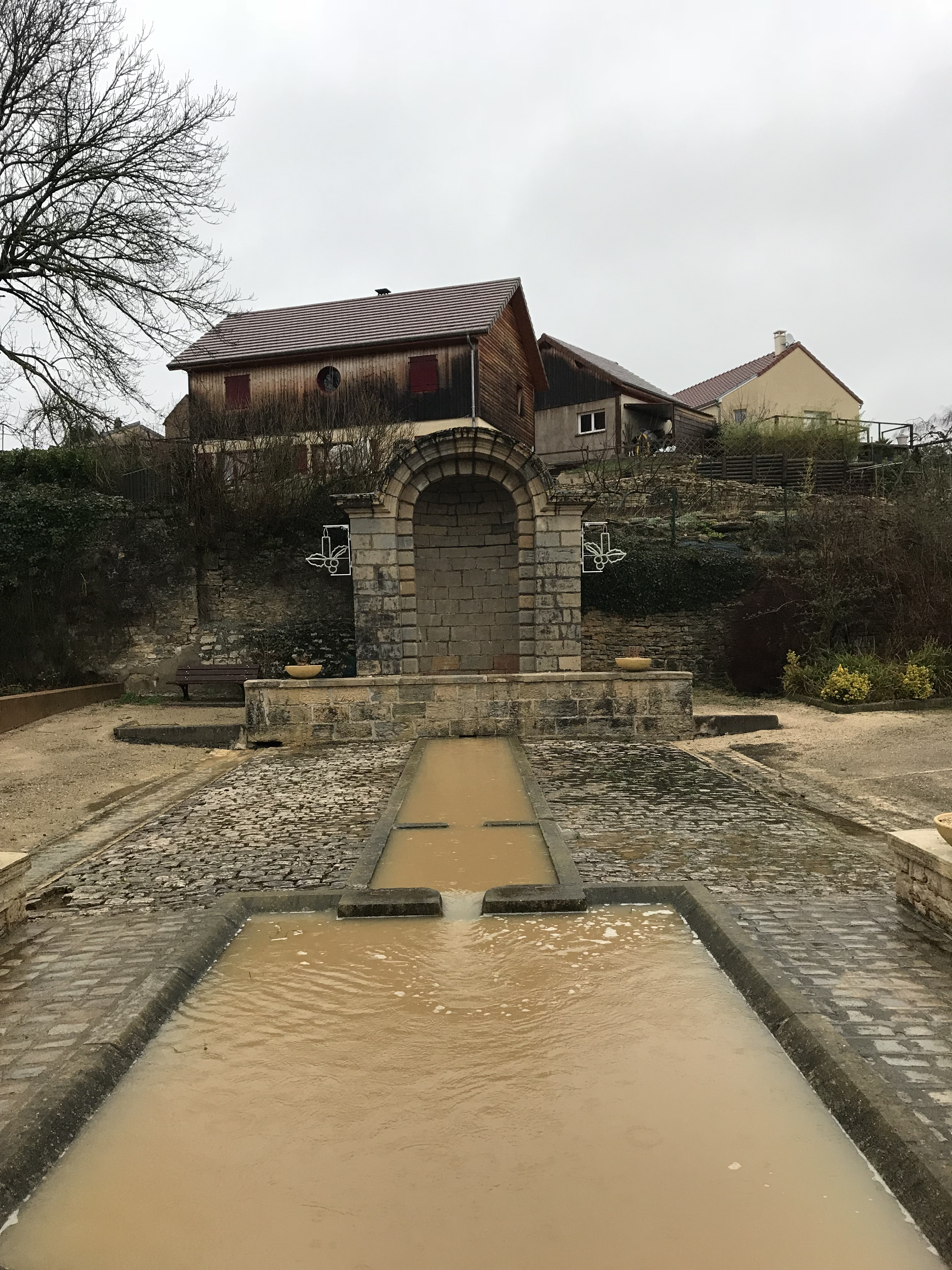
Lavoir et fontaine.
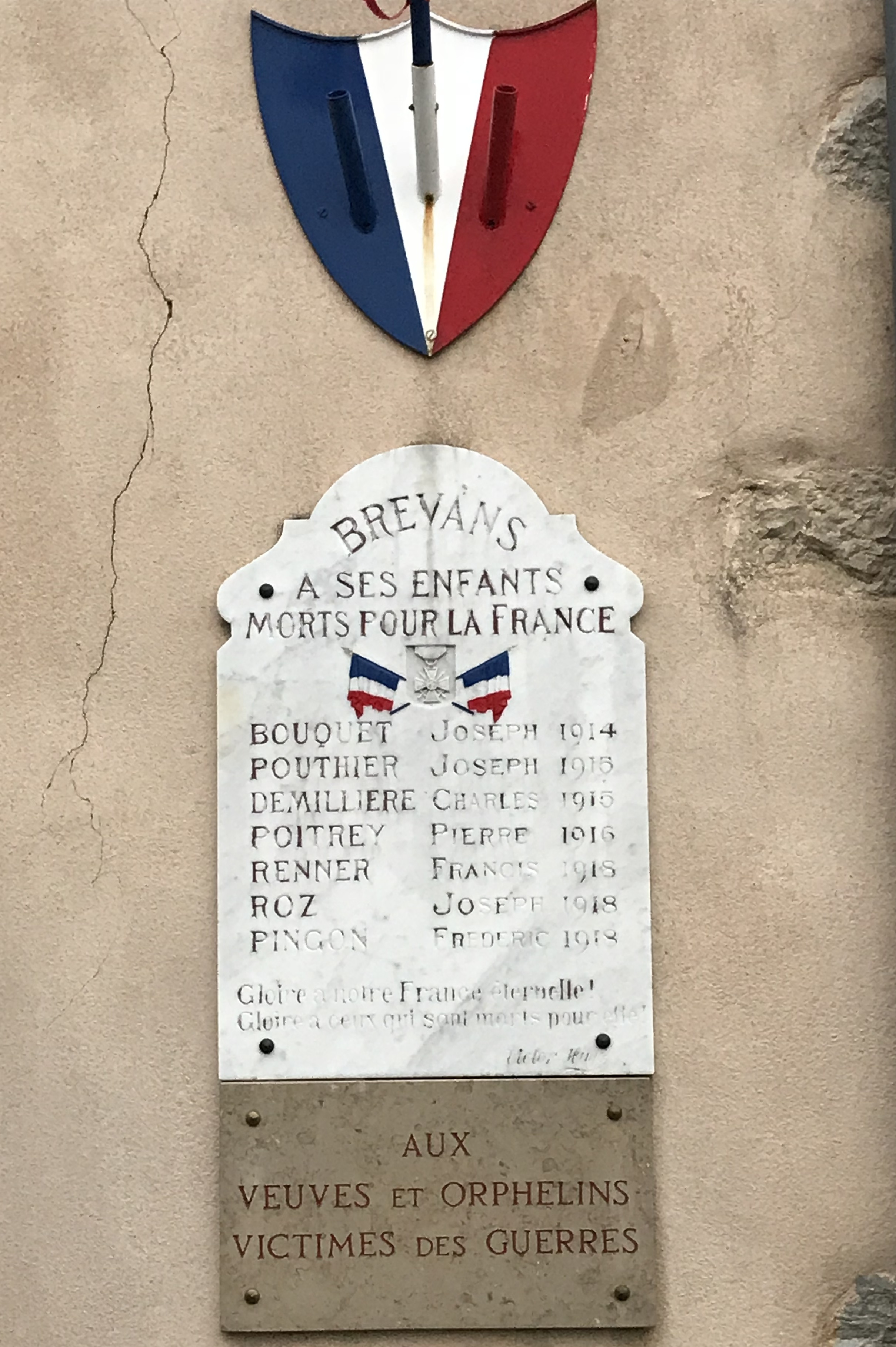
Monument aux morts sur la mairie.
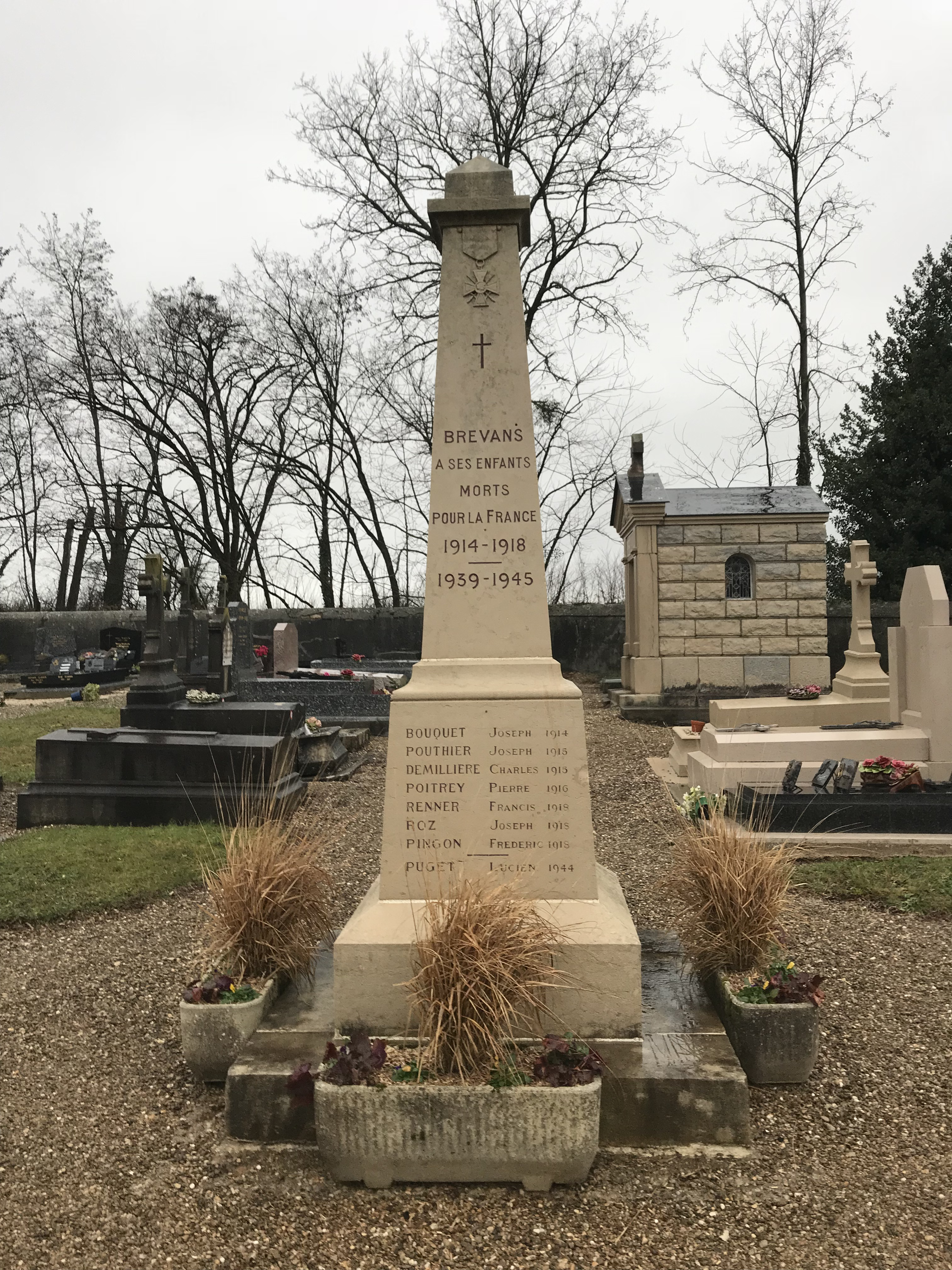
Monument aux morts dans le cimetière.

#### Voies
| 16 odonymes recensés à Brevans au 10 novembre 2013 | 16 odonymes recensés à Brevans au 10 novembre 2013 | 16 odonymes recensés à Brevans au 10 novembre 2013 | 16 odonymes recensés à Brevans au 10 novembre 2013 | 16 odonymes recensés à Brevans au 10 novembre 2013 | 16 odonymes recensés à Brevans au 10 novembre 2013 | 16 odonymes recensés à Brevans au 10 novembre 2013 | 16 odonymes recensés à Brevans au 10 novembre 2013 | 16 odonymes recensés à Brevans au 10 novembre 2013 | 16 odonymes recensés à Brevans au 10 novembre 2013 | 16 odonymes recensés à Brevans au 10 novembre 2013 | 16 odonymes recensés à Brevans au 10 novembre 2013 | 16 odonymes recensés à Brevans au 10 novembre 2013 |
| Allée                                              | Avenue                                             | Boulevard                                          | Chemin                                             | Impasse                                            | Montée                                             | Passage                                            | Place                                              | Route                                              | Rue                                                | Ruelle                                             | Autres                                             | Total                                              |
| -------------------------------------------------- | -------------------------------------------------- | -------------------------------------------------- | -------------------------------------------------- | -------------------------------------------------- | -------------------------------------------------- | -------------------------------------------------- | -------------------------------------------------- | -------------------------------------------------- | -------------------------------------------------- | -------------------------------------------------- | -------------------------------------------------- | -------------------------------------------------- |
| 1                                                  | 1                                                  | 0                                                  | 2                                                  | 1                                                  | 0                                                  | 0                                                  | 1                                                  | 0                                                  | 8                                                  | 1                                                  | 1                                                  | 16                                                 |
| Notes « N »                                        |                                                    |                                                    |                                                    |                                                    |                                                    |                                                    |                                                    |                                                    |                                                    |                                                    |                                                    |                                                    |
| Sources : rue-ville.info                           |                                                    |                                                    |                                                    |                                                    |                                                    |                                                    |                                                    |                                                    |                                                    |                                                    |                                                    |                                                    |

### Personnalités liées à la commune
- Gervais Pernet (XVIIIe s), seigneur de Brevans et vicomte majeur de Dole.
- Henri Benjamin Constant de Rebecque (1767-1830), écrivain et homme politique, propriétaire à Brevans.
- Louise d'Estournelles de Constant, épouse Paul Balluet d'Estournelles et sœur du précédent, née à Brevans, en 1792.
- Francky Vincent, a résidė au village en 2004.